# Старе Село (Стрийський район)
Старе́ Село́ — село в Україні, в Стрийському районі Львівської області. Населення становить 657 осіб. Орган місцевого самоврядування — Журавненська селищна рада.

## Географія
На північно-західній околиці села потік Кубаска впадає у потік Вільшинку. На північ від села на березі Дністра розташована геологічна пам'ятка природи — «Відклади крейдових порід, відслонених в басейні р. Дністер біля смт Журавно і Старе Село».

## Історія
Згадується 15 червня 1461 року в книгах галицького суду.

## Політика

### Парламентські вибори, 2019
На позачергових парламентських виборах 2019 року у селі функціонувала окрема виборча дільниця № 460406, розташована у приміщенні школи.
Результати
- зареєстровано 370 виборців, явка 58,92%, найбільше голосів віддано за «Голос» — 31,19%, за «Слугу народу» — 19,72%, за «Європейську Солідарність» — 14,68%.[3] В одномандатному окрузі найбільше голосів отримав Андрій Кіт (самовисування) — 27,31%, за Мар'яна Калина (Народний рух України) — 20,37%, за Андрія Гергерта (Всеукраїнське об'єднання «Свобода») — 14,81%[4].

## Релігія
На околиці села збереглася дерев'яна церква Успення Пр. Богородиці 1930-і рр. (?). Збудована, очевидно, у 1930-х рр. на місці попередньої дерев'яної церкви. Припущення ґрунтується на тому, що церква не позначена на військовій карті з 1925 р. і про неї не згадано в Шематизмі з 1935 р. Церква у користуванні громади УГКЦ.
Розташована за селом, на північ від нього, на високій, оточеній деревами горі лівого берега Дністра. До центрального зрубу нави з півночі та півдня прилягають рівноширокі прямокутні бокові рамена, зі сходу — вівтар гранчастої форми, а з заходу — прямокутний бабинець. До вівтаря з обидвох сторін прибудовані ризниці. Піддашшя на випустах вінців зрубів опоясує церкву. Під опасанням стіни з відкритого зрубу (західна стіна бабинця оббита вертикально дошками), над опасанням стіни шальовані дошками.
Маківка з ліхтарем вінчає наметовий верх на світловому восьмерику середхрестя нави, стіни якого оббиті бляхою. Маленькі маківки влаштовані на гребенях дахів бабинця, бокових рамен та вівтаря. На південь від церкви знаходиться невелика дерев'яна одноярусна оббита пластиком дзвіниця, вкрита пірамідальним дахом. Зі сходу, вище по схилу простягається цвинтар.

## Опис села

### РОЗТАШУВАННЯ СЕЛА
Старе Село, (Стрийський район, Львівська область), розташоване на південний схід від м. Львова і м. Жидачів, на правому березі р. Дністер. На сході межує з великим лісовим масивом та с. Которино, на південь — с. Монастирець, на заході — хутір Тартак, на півночі за р. Дністер — с. Журавенко (Івано-Франківська область).
Старе Село умовно поділено на Грузію, Мочило та Гринишино, а також на так звані «кути»: Саліїв кут, Павлусів кут, Гризаків кут.
Через село протікає потік, які місцеві називають Кувбаска. Він бере свій початок з лісового масиву під назвою Вигода і впадає в р. Дністер, довжина потоку приблизно 4,5 км.
Потік Ковбаска збирає води з двох потоків: потік Которинський впадає в потік Ковбаска коло Гринишиного, а потік Вільшинка, який протікає через село Монастирець, з'єднується в кінці Старого Села (який місцеві жителі називають Льондах). Далі потік Ковбаска пливе в Старе Корито (місцевість де сходяться всі навколишні малі потоки), а далі в р. Дністер. В давнину по р. Дністер водним шляхом Галич-Журавно-Удеч (Жидачів) плавала шифа (баржа).

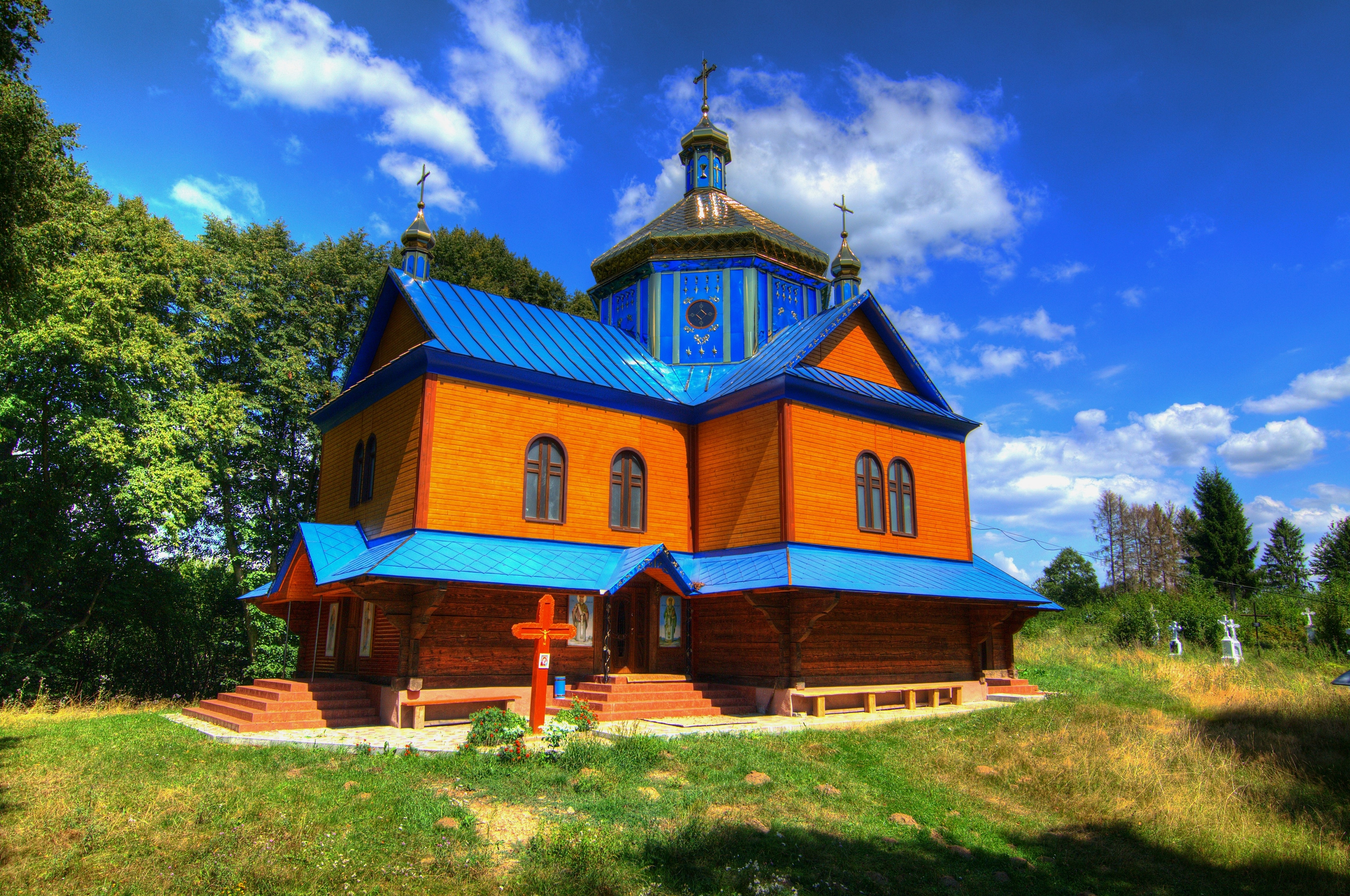
Церква

Через село проходить основна дорога Стрий-Галич, яка пересікається в смт. Журавно з дорогою Львів-Калуш. З села ведуть дороги до сіл Которино, с. Цвітова (Ів. Франківської обл.), до села Монастирець і до Журавна.
Дорога Стрий-Галич, що йде через Старе Село, місцевими жителями називаються Цісарска, так як була побудована за часів Цісаря Австрії Франца Йосифа в 1892 році. (Фото № 1) Під час відкриття дороги, він проїжджав до Галича через село із своєю дружиною. Його урочисто зустрічали жителі Старого Села. На цій дорозі, лишень в Старому Селі, збудували шість мостів: п'ять дерев'яних і один з цементу, який і до тепер находиться в робочому стані. (Фото № 2)
Краєвиди Старого Села. Кінохроніка.

### ІСТОРІЯ СЕЛА

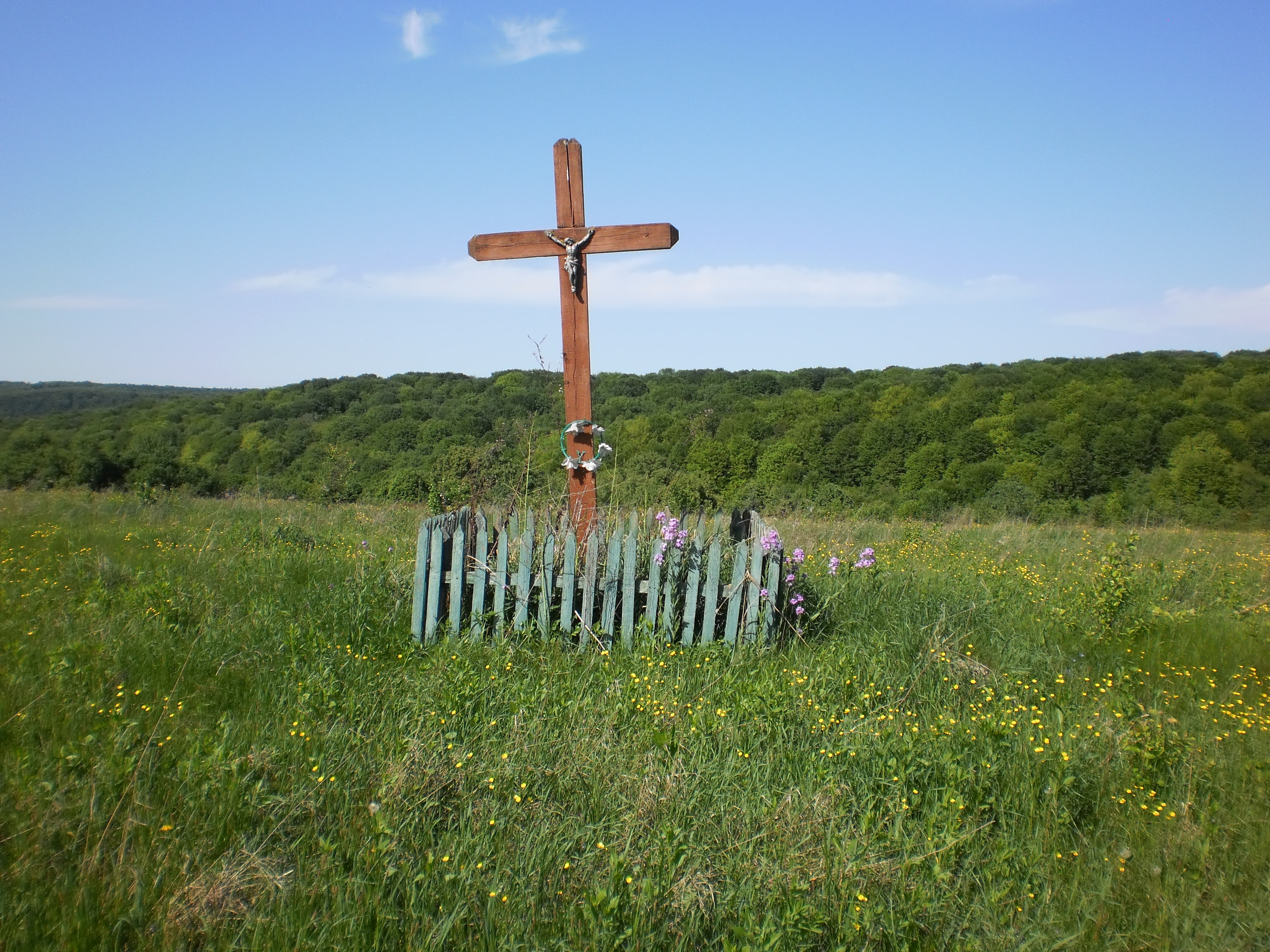
Фото № 1.Пам'ятний хрест в кінці Старого Села на стику старої та нової Цісарскої дороги Стрий-Галич

В 1987 р. загоном Прикарпатської археологічної експедиції Інституту суспільних наук АН УРСР, було відкрито та обстежено п'ять городищ, укріплених насипними валами і ровами, що знаходяться між населеними пунктами Старе Село, Которино Жидачівського р-ну Львівської обл. і с. Цвітова Калуського р-ну Івано-Франківської обл. (керівник археологічної експедиції В.Оприск). Городища розташовані недалеко від древнього Галича на відстані 25 км, і можливо являли собою частину оборонної системи на підступах до столиці Галицько-Волинського князівства.
Тому, не випадково давнє поселення, що виросло поруч з городищами, носить назву Старе Село.
Чи була це легенда, чи був це переказ, що передавався від покоління до покоління і вкоренився в людській пам'яті, що на правому березі р. Дністер, 3 км на схід від Старого Села, в лісі розміщувався монастир. Він був обнесений в три яруси високими земляними валами і ровами, які збереглися і до сьогодні. Самі вали створювали С-подібну оборонну систему, де їх краї нависали над скелястими берегами р. Дністер висотою 30-40 м.
За легендою, давно це було, ще в ті часи, як турки і татари спустошували нашу землю, палили села і міста, полонили багато люду. Історик В. Грабовецький в своїй книзі згадує про ці події, що називались «Журавінська війна», в 1676 році між турками і поляками, де брали участь і козацькі полки на стороні поляків. В смт. Журавно є пам'ятник поставлений поляками в честь перемоги над турками двісті років потому. (Фото № 3 і № 4)
Коли турки підійшли до Старого Села, люди втікали і ховалися в лісі, в скелях, в глибоких печерах та в монастирі. Легенда говорить, що простір між стінами монастиря і валами заповнився прийшлим людом. Сам монастир був навколо оточений гострим частоколом з рубленими баштами і замикався вхідною брамою.
Серед людей, що находилися в Монастирі, була молода пара, яка вирішила повінчатися, ще до того, як вони загинуть. Коли священник їх вінчав, турки прорвали оборону і монастир разом із людьми провалився під землю. На місці зруйнованого монастиря залишився вінок молодої дівчини з барвінку. Після облоги і зруйнування монастиря, багато людей загинуло, а хто вижив поверталися до своїх спалених і пограбованих осель в Старе Село. Друга група людей пішли в ліс від Старого Села і на потічку Вільшинка започаткували інше село, та назвали його в честь зруйнованого монастиря — Монастирець. Про існування монастиря свідчить письмове джерело, датоване 1448 роком. (Василь Попович, Старе Село, Львів, 2009 рік.)

### ІСТОРІЯ ЦЕРКВИ СТАРОГО СЕЛА

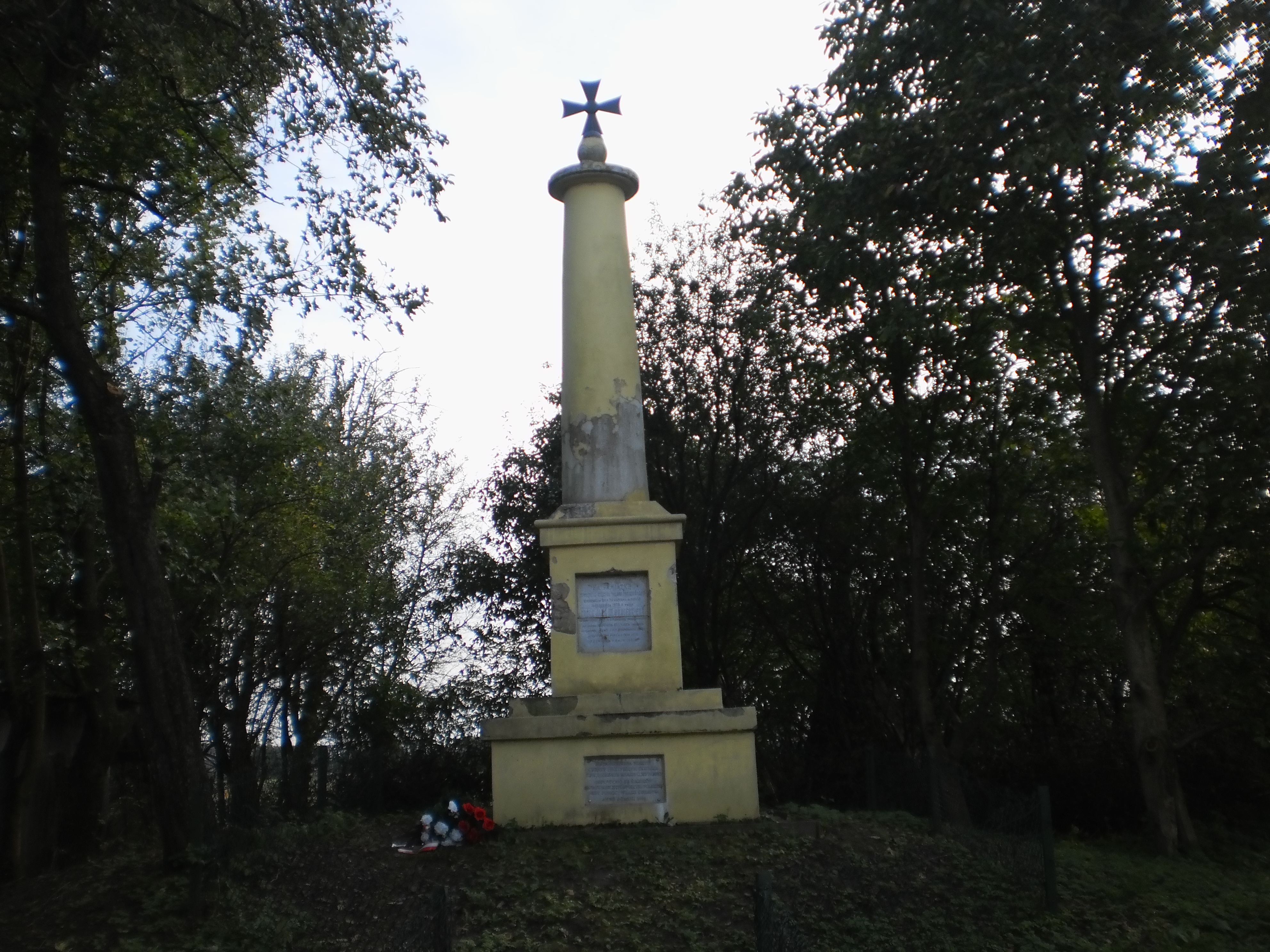
Фото № 3. Пам'ятник перемоги над турками 1676 року. смт. Журавно

При облозі Монастиря турками, обороною керував досвідчений воєвода. До облоги він успів вивезти свою вагітну дружину в безпечне місце, а саме до крутої гори вверх Дністра. Побудувавши намет, він повернувся боронити монастир. Коли повернувся воєвода на гору, то застав свою дружину з дитиною. В честь цього, на цьому місці він збудував Капличку, де люди ходили молитися Богу. А з часом на Горі, на місці каплички, збудували невеличку дерев'яну церковцю пошиту соломою із земляною підлогою.
Більш точні відомості про Старосільский Храм на Горі належить періоду канонічних візитацій Львівської Греко-католицької єпархії до парафій Журавнівского деканату 1732—1733 р.р., про що згадується в публікаціях Поповича В. В. за 2014 рік (м. Львів). Раніших свідчень про церкву в селі на Горі немає. Село існувало ще раніше. Збереглася пам'ятка (паспорт) теперішнього Храму, де описано його майно, книги, Євангеліє, дзвони, чаші і будівництво Храму.
Церкву Успення Пресвятої Богородиці на Горі будували впродовж1897-1903 років. На будівництві нової церкви працювало ціле село. Переважно використовували місцеві матеріали. Дерево з навколишнього лісу, а каміння для фундаменту, лупали в скалі за Горою коло р. Дністер і возили волами. Для зручної доставки матеріалів було спеціально збудовано дорогу на ширину воза, яку сьогодні в Старому Селі називають Борусівкою. Церкву покрили гонтами (дерев'яне покриття), яке привезли з гір Бойківщини.
Храм збудований за канонічними правилами (церква грецького рівнораменного хреста), орієнтований із заходу на схід, мощі поставлені в основу престолу. Іконостаса не було до 1989 року. (Фото № 5)Дзвіниця дерев'яна, квадратна, відкрита, одноярусна з брусів, з чотирьох сторін на верхньому ярусі відкрита аркада-галерея (обшита низом пластиком 2008 році). Підвалини використали з-під каплички, фундамент з каменю. Цвинтар коло церкви (старий), перепохований другий раз, (з слів паламаря Лесів Якима, 1905 р.н.). (Фото № 6)
З 1939 року греко-католицьким священиком (ксьондз) був Кручок Павло (1910 р.н.). В цей час він проживав в Монастирці в цегляному будинку, який був збудований в 1910 р. Сам священник був родом із Журавна. Священник Кручок Павло був грамотним, прекрасний оратор. Його проповіді (казані) виховували прочан в християнському дусі і моралі. Знав кожного мешканця в селі, від малого до старого. До нього були священики Потарайко, Владичин, Іваник та інші. (Фото № 7. )

До парафії входило чотири села: Монастирець, Старе Село, Которино, Протеси. При Храмі діяв церковний хор, керівником якого з 1939 по 1986 рр. був Попадин Петро Кіндратович (1907 р.н.) (Фото № 8). На цей час дяком був Кулик Іван (1901 р.н.), старшим братом Чехрій Никола (1900 р.н.), старшою сестрицею Маркович Анастасія (1885 р.н.), паламарем Сокирка Андрусь(1883 р.н.), гробар — Магерко Микита (1903 р.н.). Свічки виливали з бджолиного воску в хаті Чехрія.
Після 1946 р. греко-католицькі храми москалі поступово почали закривати, а священників відправляли в тюрми. Так був засуджений на десять років священник Кручок і відправлений відбувати покарання в Караганду. Після нього був священник Басок та інші. Після відбування покарання, священник Кручок повернувся і продовжував службу в церкві с. Монастирець, де і проживав. На прохання мешканців Старого Села таємно давав шлюб і хрестив дітей в Монастирецькій церкві.
Церкву в Старому Селі закрили в 1959 році. Ключі від церкви і золоту чашу (яка за легендою зберігалась з часів зруйнованого монастиря) переховували таємно в селі. В ті часи масово відбуваються розкрадання церков по всій Західній України. Багато дерев'яних старих церков підозріло згоріли. По зачинених церквах викрадають високомистецькі образи (ікони), книги стародруки, різьблені Хрести, дзвони знімають з дзвіниць і підпільно вивозять вночі, а потім переправляють до музеїв і власних колекцій.
Після закриття Храму Успення Пресвятої Богородиці, його також пограбували. Забрали стародавні книги, Євангеліє 1490 року, зняли із дзвіниці великий дзвін «Михаїл», вагою 100 кг, дзвін якого було чути далеко за межі села.
Трохи пізніше викрали старовинний павук (латунний свічник). Для запобігання подальших крадіжок, деякі із церковних речей передали до діючої церкви в село Монастирець. (Фото № 9)

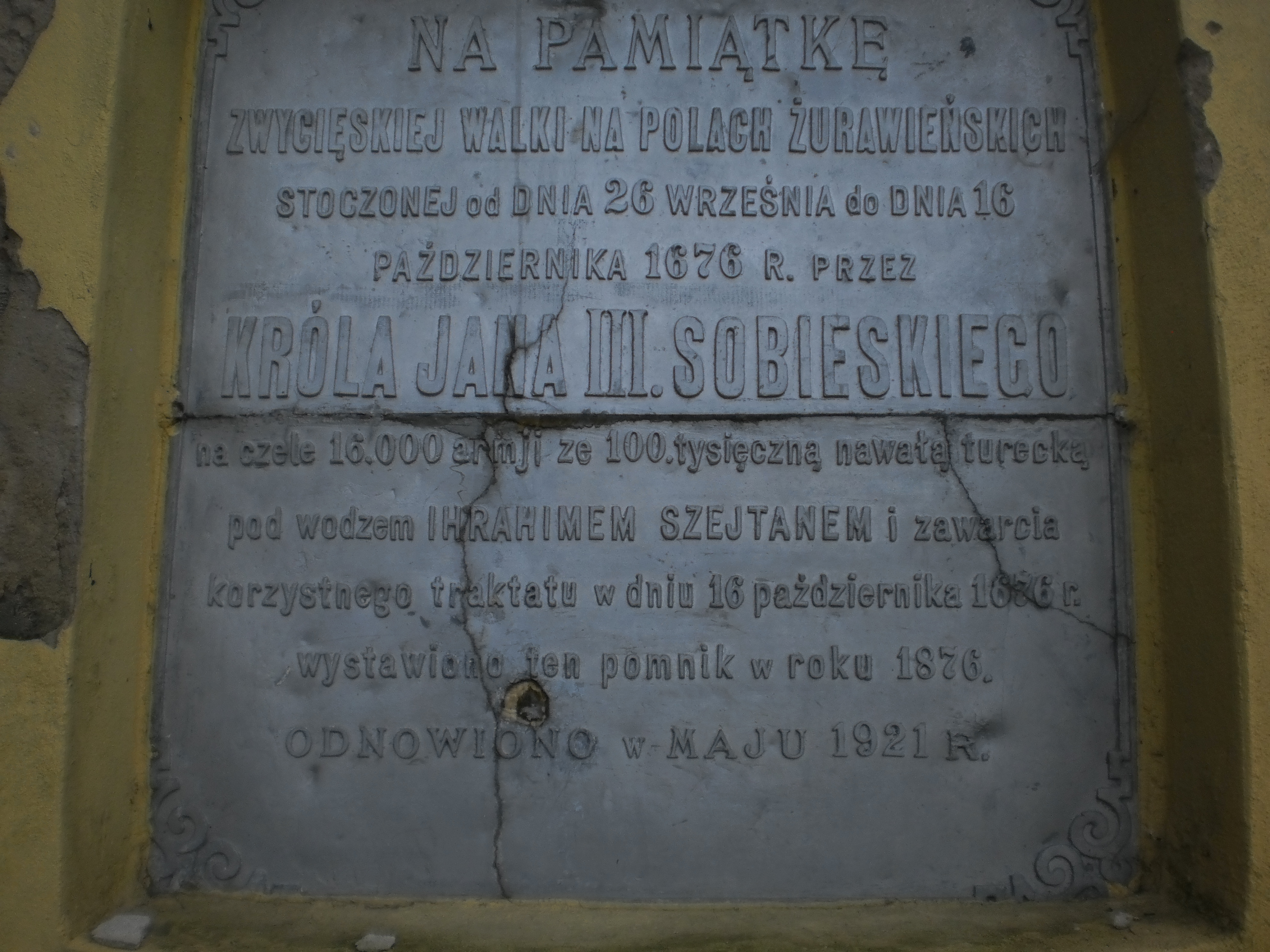
Фото № 4. Напис на пам'ятнику перемоги над турками 1676 року. смт. Журавно

Поступово церква нищилася, так як ззовні була пощерблена від куль, шрапнелів і осколків, як в Першу світову війну 1914-18 р., а також і в Другу Світову війну 1939—1945 роках.
Небайдужі люди, хоч їм не дозволяла влада, робили ремонти, поміняли покрівлю оцинкованою бляхою в 1960 році, так як була покрита ще гонтами. Зробили огорожу навколо церкви і цвинтаря в 1978 році, поміняли вікна, частково підлогу і встановили ґрати. Кошти збирали в селі, а також з коляди і щедрівок.
В організації і ремонті церкви брали участь такі мешканці села: Чехрій Микола, Гринджола Прокіп, Попадин Петро, Попадин Михайло, Лаврись Юрко, Салій Юрко, Костельний Стась. Найбільш активним серед жителів Старого Села був майстер- будівельник Салій Михайло Федорович (1903 р.н.), батько якого побудував церкви в с. Протеси і с. Діброва Калуського р-ну, Івано-Франківської обл. (Фото № 10)
Церкву відкрили в 1989 р. А в 2004 року знову пограбували. Зайшовши через двері паламарки, невдало імітували на хорах крадіжку, і забрали Євангеліє (стародрук), латунну кадильницю (1732 р.) в доброму стані. Тодішній священник Дмитришин і церковне братство нікуди не зверталися, і на жаль, не заявляли.
Існувала таємна вказівка по Західній Україні, нищити стрілецькі могили і хрести. В результаті чого під керівництвом НКВД місцеві активісти-комсомольці «стрибки» Старого Села знищили Хрести коло Лупаної Ями та біля Банделя, а Хрест біля школи, який подарувала молодь громаді села в 1924 році — скинули у потік. Пізніше, небайдужі люди, витягнули цей Хрест із води і перевезли його на Гору, де біля церкви і встановили. В 1991 році Хрест перевезли до села і поставили на старе місце між чотирма старими липами. (Фото № 11)

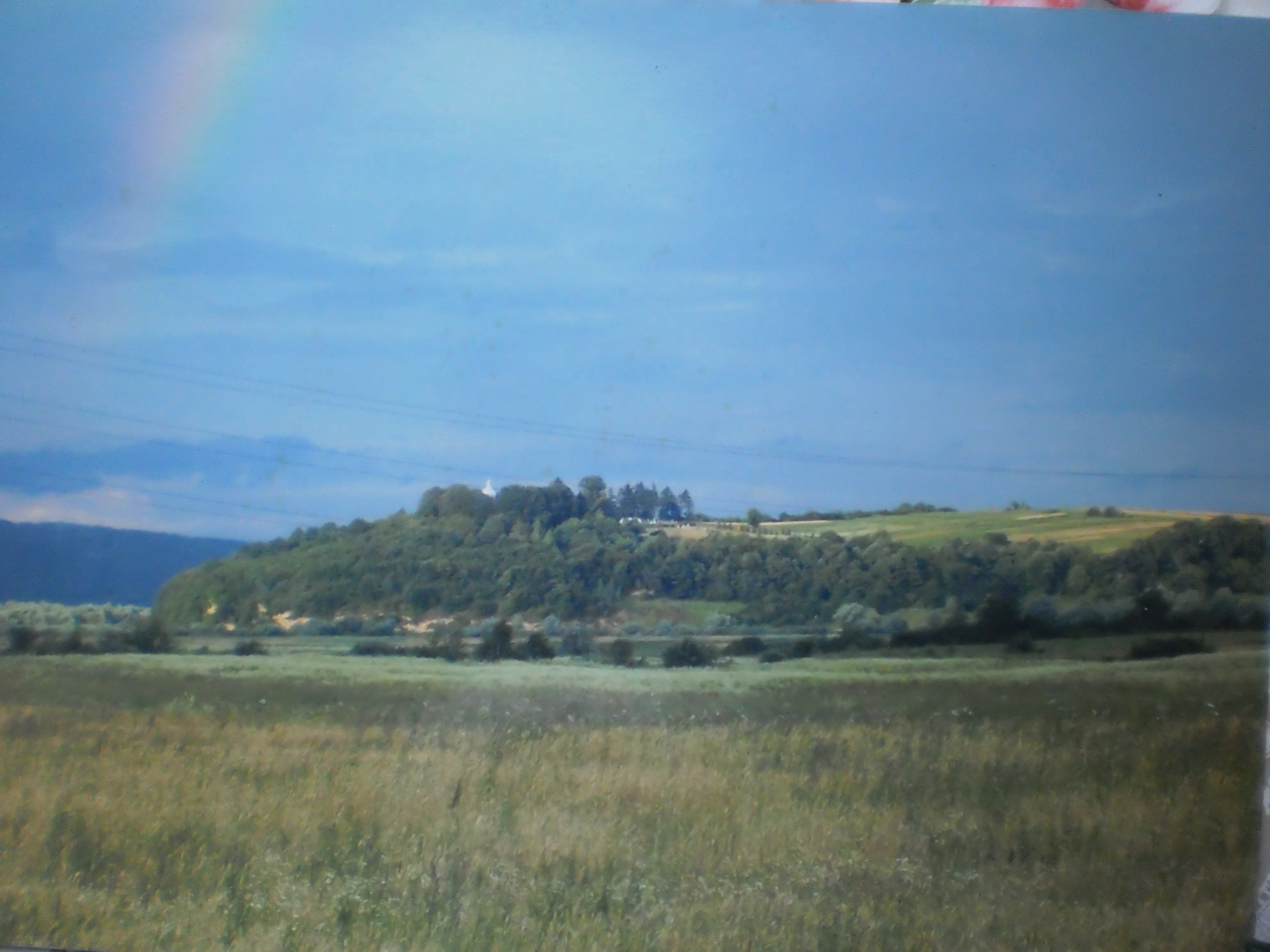
Фото № 5. Церква на Горі. с. Старе Село. 2001 р.

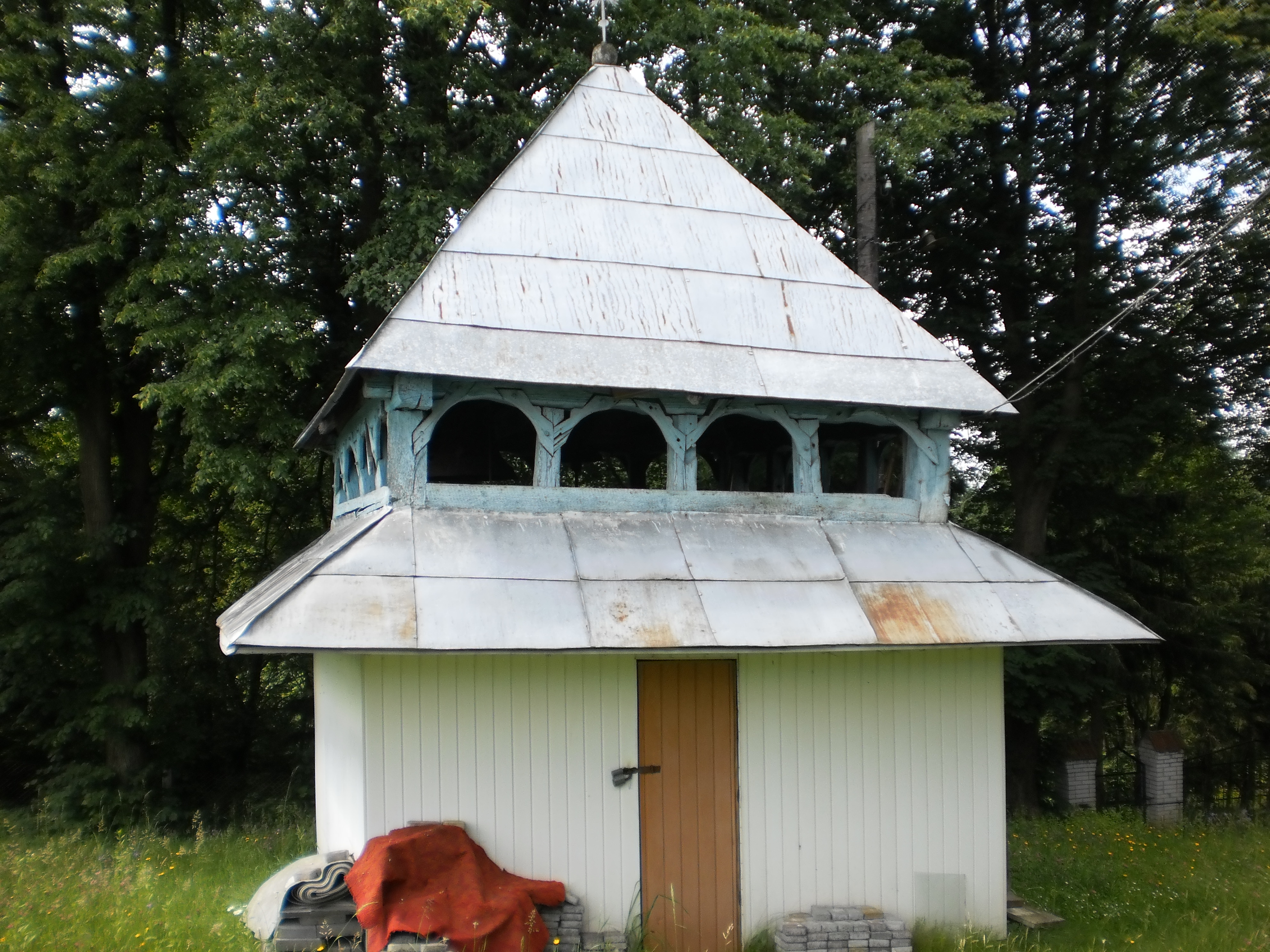
Фото № 6. Дзвіниця на Горі. с. Старе Село. 2017р

Така само доля була і двох залізних хрестів українських Січових Стрільців, які знаходились на Горі за церквою на старому цвинтарі — їх поламали і викинули, залишивши два бетонні надгробки.
Під час подорожі власним автомобілем коло Чорного Багна (старе русло Дністра)  в 1930 році розбився пан Чотаринський (Чарторийський). На цьому місці родиною загиблого було встановлено дерев'яний Хрест, який також зник у післявоєнних роках.
Під час подорожі власним автомобілем коло Чорного Багна (старе русло Дністра)  в 1930 році розбився пан Чотариньский (Чарторийський). На цьому місці родиною загиблого було встановлено дерев'яний Хрест, який також зник у післявоєнних роках.

### СЕЛО В РОЗПАД АВСТРО-УГОРСЬКОЇ ІМПЕРІЇ
Коли оголосили війну 1914 року, з села забирали молодих хлопців і чоловіків в рекрути до австрійської армії, де вони воювали хто на італійському, а хто на російському фронтах. На наших теренах з добровольців створювалися Легіони Українських січових стрільців УСС, які були в складі Австро-Угорської армії (усусуси).
В Італії в полоні був Судук Андрусь (1881 р.н.), в Росії — Гринджола Прокіп (1882 р.н.), а в Сербії — Попадин Семен (1884 р.н.).
З перших днів війни, наші землі стали ареною бойових дій армій Росії і Австро-Угощини. В 1915 році в Старому Селі на Оріськах, відбувся бій між австрійськими військами (правий берег Дністра), в яких брали участь і січові стрільці з москалями (лівий берег Дністра). Бої були жорстокі, які переходили навіть в штикові атаки. Горіли хати і збіжжя на полі, ревіла покалічена худоба, все поле було вкрите трупами. Старожили згадували: «Стогони і людські крики було чути в селі». Загиблих австрійських вояків похоронили на Обочі (в кінці села в сторону с. Которино), де ще до кінця 50-х років на місці поховання були бетонні стовпчики. Українських Січових Стрільців поховали на цвинтарі на Горі біля церкви.

### УТВОРЕННЯ ЗУНР
Коли у 1918 році проголосили Західно-Українську Народну Республіку (ЗУНР), Легіон УСС став ядром збройних сил Української Галицької Армії (УГА). Зі Старого Села 29 добровольців, молодих хлопців і чоловіків, яких організував студент Калуської гімназії Салій Гнат, і ті, що повернулися з австрійської армії, пішли на збірний пункт в Журавно, а звідти об'єднаним загоном подалися до м. Стрий, де влилися в лави УГА.
Серед них були: Белейчук Яким, Белейчук Йосиф, Белейчук Федір, Белейчук Семен, Брич Микола, Гавриляк Григорій, Гавриляк Яків, Довбняк Дмтро, Іваськів Йосиф, Іваськів Андрій, Костельний Іван, Костельний Василь, Колос Федір, Кулик Іван, Лаврись Григорій, Лесів Василь, Ониськів Юрій, Павелко Терентій, Романів Василь, Романів Іван, Салій Гнат, Салій Степан, Салій Василь, Стехнович Григорій, Судук Олекса, Стехнович Іван, Томащук Іван, Чорньовий Степан, Тенюх Кость.
Після окупації Галичини Польщею 1920—1939 роках, в селі почало організовуватися культурно-освітнє товариство «Просвіта», яке виховувало жителів села і молодь в українському національному дусі. Вони організували церковний і просвітянський хор, драмгурток, відзначали роковини Т. Г. Шевченка, в хаті-читальні вивчали Історію України, читали Кобзар. (Фото № 12, 13, 14)
Головою «Просвіти» був Колос Федір до 1939 року. Біля річки Дністер в Царинці (Фото № 15, 16, 17, 18) відбувалися фестини (фестивалі) де співав сільський хор. Старе Село постійно жило піснею, що входила в його побут і життя.
Соціально-побутове становище в Старому Селі мало чим відрізнялось від інших сіл Західної України. До старших зверталися на «ВИ», кликали «нанашку» або, «нанашко». Літом люди, особливо діти, ходили босими від весни і до осені. В селі діяла нічна варта. Хати були старенькі, біленькі, більшість під солом'яною стріхою, а в кожній хаті образи були в рушниках. Підлога земляна, яку змащували жовтою глиною і посипали жовтим піском, а під хатою приспа. В Селі займалися землеробством, скотарством, ремісництвом, ткацтвом, бджільництвом, робили «тами» на Дністрі (штучні загороди повздовж ріки, які регулювали її течію), береги укріплювали камінням, що добували у скалі. На той час це був добрий заробіток для місцевих жителів, адже давали 1 злотий в день. Криниць у Старому Селі було мало: вони були викладені з каменю в Марковичів, Кручка і Литвинів. Тому переважна більшість селян брали воду з потоку, який протікав через село.
В жнива жито, пшеницю жали серпами або косили косами, в'язали в снопи, складали колукіпки (полукіпки). Возили фірами до стодоли, складали на подені, потім молотили ціпами на току. З околотів жита робили сніпки, пошивали (покривали) хати.
Зерно мололи на жорнах або везли на Тартак, де був водяний млин, де мололи жито, пшеницю та інші зернові. Зерно мололи на два сорти — нараз і на питель (грубого та дрібного помолу). Ці сорти ще називали «мука разова» і «мука питльована» (чорна і біла). У давнину, в селі також було два млини: один коло Саліїв на потоці Вільшинка в районі Рудка, другий коло Чорньових на потоці Кубаска.
Пекли житній хліб, який чинили на квасі в «діжі» (спеціальна дерев'яна ємність), садили в піч на дерев'яній лопаті. Кавалок (кусок) хліба, як впаде на землю, то його потрібно підняти, обдути, поцілувати і покласти на стіл або з'їсти. Їли дерев'яними ложками, а пироги (вареники) їли руками з одної миски.
Сіяли колопні (коноплі), осінню вибирали, молотили, мочили, сушили, терли на терлиці, чесали, з повісма пряли куделі, з ниток ткали полотно, вибілювали на сонці коло води і часто поливали. З домотканого полотна шили сорочки, спідниці, сподні (штани), гачі(білизна) та інш. З клочі сукали шнурки, з насіння робили олію. Олійня була в Магалів. Кузня була в Ковалів (коваль Новосельский Мар'ян). Корчма в селі була там де тепер Народний дім. Війт в селі був, Гринджола Іван (1879 р.н.) 

Фото № 9.Перелік втраченого церковного майна.c.Старе Село.

### ШКОЛА
Однокласна школа в Старому Селі почала діяти з 1911—1912 навчального року з перервами між війнами. В селі мало хто вмів читати чи писати, більшість були неписьменними. Навчання проводилося польською та українською мовами, оскільки більшість вчителів були поляками. З дітей мало хто вчився в школі, бо працювали вдома по господарстві і пасли худобу. Писали в школі рісіком на дощечках, потім олуфком (олівцем) на клаптиках якогось паперу. До школи приходив священник, який учив дітей Катехизм.
В 20-ті роки побудували першу школу біля центральної дороги села. Вона була, дерев'яною, покрита червоною черепицею, мала два класи, посередині коридор, маленьку вчительську і ґанок, саму школу огородили парканом. В 1944 р. в школі розмістили тюрму НКВД.

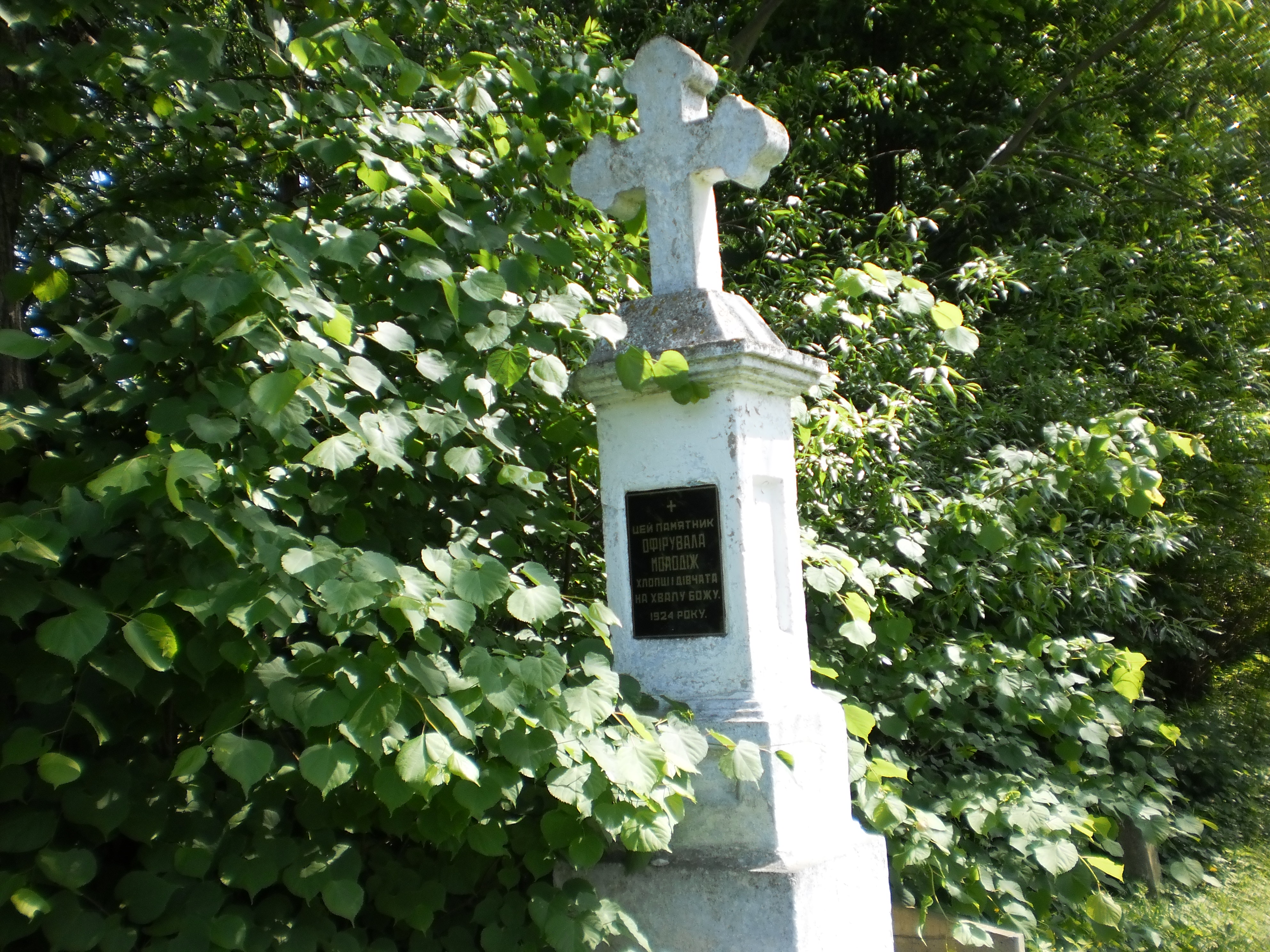
Фото № 11. Пям'ятний Хрест 1924 р. Старе Село. 2017рік.

В 1926 році в школу прийшла вчителька Ємілія Павлівна Грубська (1896 р.н.). Вона почала навчати ще в часи польського панування. Вчила писати і читати не одне покоління дітей Старого Села. Пані Грубська, так її називали в селі, була українська патріотка, дуже добра і розумна, грамотна і культурна вчителька. Знала всіх в селі дітей, батьків і дідусів, всім давала мудрі поради. Одинока, жила в хаті Судука Олекси. Часто декому з учнів казала: «Чого бідний бо дурний, чого дурний, бо бідний». В радянський час, учні часто ходили до неї колядувати і щедрувати. Похоронена в м. Стрий 1961 року. (Фото № 19)

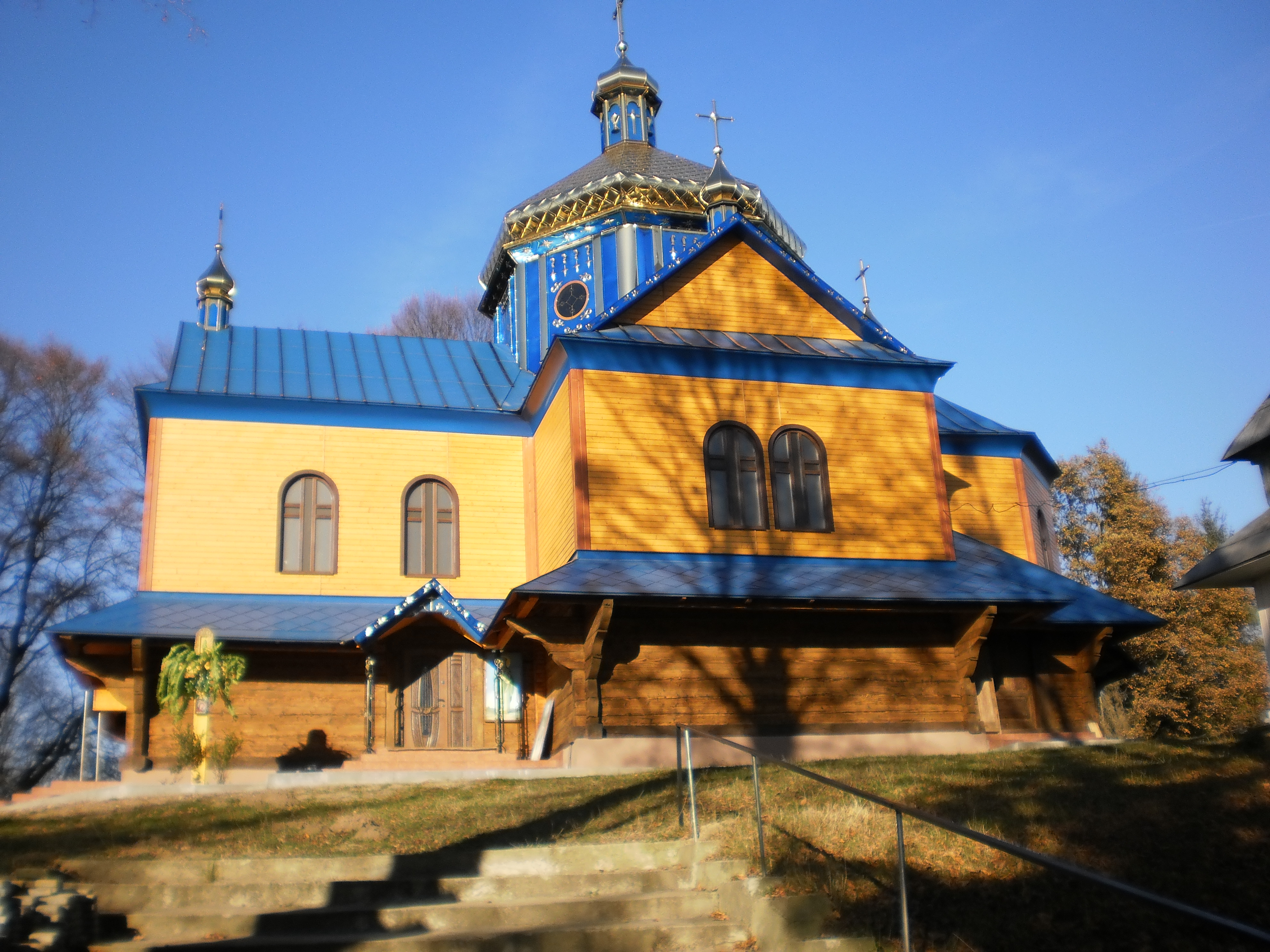
Фото № 10. Церква Старе Село. 2017рік.

Фото № 13. Гурток, «Хліборобска молодь» і спортивне товариство «Сокіл». Старе Село.1934 рік.Голова «Просвіти» Колос Федір.,активістка Литвин Пелагія.

Після війни, в початковій школі було чотири класи, які ходили в дві зміни- рано і пополудню (після обіду), ще один клас був в хаті Маликів (вчителі Яків Німко та Василь Магаль, яких як членів ОУН пізніше арештували) (Фото 20) Фото № 20. 2-й клас старосільської школи 1947 р. року.
Знизу зліва направо 1-й ряд сидять: Антонів Стась (1937 р.н.), Телька Михайло (1937 р.н.), Гузій Михайло (1936 р.н.), Гавриляк Василь (1937 р.н.), Салій Катерина (1939 р.н.), невідома учениця.
Другий ряд знизу, зліва направо: Кизера Розалія(1939 р.н.), вчитель Магаль Василь (р.н. невідоме), Чорньова Павліна (1936 р.н.), Марків Маланка (1938 р.н.), Салій Розалія (1939 р.н.).
Третій ряд зліва направо: невідомий учень, Гавриляк Володимир (1936 р.н.), Балейчук Василь (1935 р.н.), Мартинів Марина (1936 р.н.), Сенькович Ганна (1936 р.н.), Крохмалюк Марина (1936 р.н.), Сенькович Павліна (1938 р.н.)
Четвертий ряд знизу, стоять: Романів Стась (1938 р.н.), невідомий учень, Маркович Микола (1937 р.н.), невідомий учень, Мазур Іван (1936 р.н.), Мазур Василь (1939 р.н.), Костельний Олекса (1938 р.н.), Салій Богдан (1939 р.н.).
В школярській торбині діти несли зошити, книжки, перо, а в декого кусок хліба. Каламар з чорнилом несли в руці. Зимою в класі було холодно, опалення на дровах, світили і вчилися при ліхтарях на нафті.
Спочатку вчилися по два класи разом, а потім прийшли нові вчителі, Крижанівський, Пшик В., Качалуба М., Грогодза М., і це дало змогу навчати кожен клас окремо. Учні часто залишалися на другий або третій рік в тому самому класі.
Хто закінчив чотири класи, переходив в 5 клас до школи в село Монастирець, де було 7 класів. Учням зі Старого Села, які хотіли продовжити навчання до десятого класу, змушені були ходити пішки 7 км до смт. Журавна. В 1950 році відкрили десять класів в селі Монастирець. (Фото № 21, 22)
Фото № 21. Монастирецька С. Ш. 8"Б"клас 1956 рік.
Вчителі зліва на право: другий — Кацедан, четверта — Ткаченко Софія Дмитрівна., п'ятий — Романів Василь Васильович, шоста — Ільницька Олександра Іванівна, восьмий —.Омельян Миколайович.
```
Фото № 22. Монастирецька С.Ш. 10-йклас 1956 рік. Вчителі зліва на право: другий – Кацедан, третій - Паламар Богдан Володимирович, четвертий - Боднар Олексій, п’ятий - Сокирко Іван Андрійович, шоста - Стехнович Ганна  Дмитрівна, сьомий - Сопільняк Яків Петрович, восьма - Ткаченко Софія Дмитрівна, десятий - Романів Василь Васильович.
```

### ДРУГА СВІТОВА ВІЙНА
У 1939 року в селі, Салій Остап організував молодіжну організацію ОУН «Юнаки». В селі також створили дружину Самооборони ОУН, організаторами якої були учасник УГА Павелко Терентій і учасник УСС Чорньовий Степан.
Коли німці напали на Польщу, поляки втікали до Румунії. Один із шляхів втечі проходив через Старе Село. Одного разу через село проїжджав вантажний автобус. В лісі його перестріли старосільські хлопці Самооборони. Вони перегородили дорогу деревом, а самі заховалися в лісі. В автобусі поляки їхали з невеликою охороною. Коли автобус під'їхав ближче і зупинився перед поваленим деревом, в той час Павелко вистрілив з кріса (обріза), який в них був єдиний на всіх із одним набоєм. Поляки кинули зброю і підняли руки вгору, хлопці кинулися до автобуса, де виявили в ящиках польські новенькі банкноти — злоті. Частину грошей заховали в лісі, решту грошей розібрали поміж себе, хто скільки міг взяти, а охорону відпустили з Богом. Потім хлопці із Самооборони їхали селом і розкидали жителям села гроші пачками. Люди збирали гроші, йшли пішки до Журавна 7 км і в жидівських склепах (крамницях) купляли різні товари і продукти. Жиди дивувалися, звідки люди мають так багато новеньких грошей, а потім «зкумекали» (зрозуміли), що то щось не те і почали закривати свої крамниці. Люди накупляли товарів, продуктів, булок і мішками несли додому. Через кілька днів, гроші стали не дійсні, бо прийшли більшовики. НКВД зразу зібрали всіх хто був причетний до тієї операції, пригрозили і сказали здати гроші в кого ще залишилися. Коли привезли гроші з лісу то на цьому все закінчилося (з слів учасників Салій Ю.(1914 р.н.), який служив в польських уланах, Попадин П. К.(1907 р.н.), Попадин М. К.(1909 р.н.), Ломиш Й. (1917 р.н.) та інші).

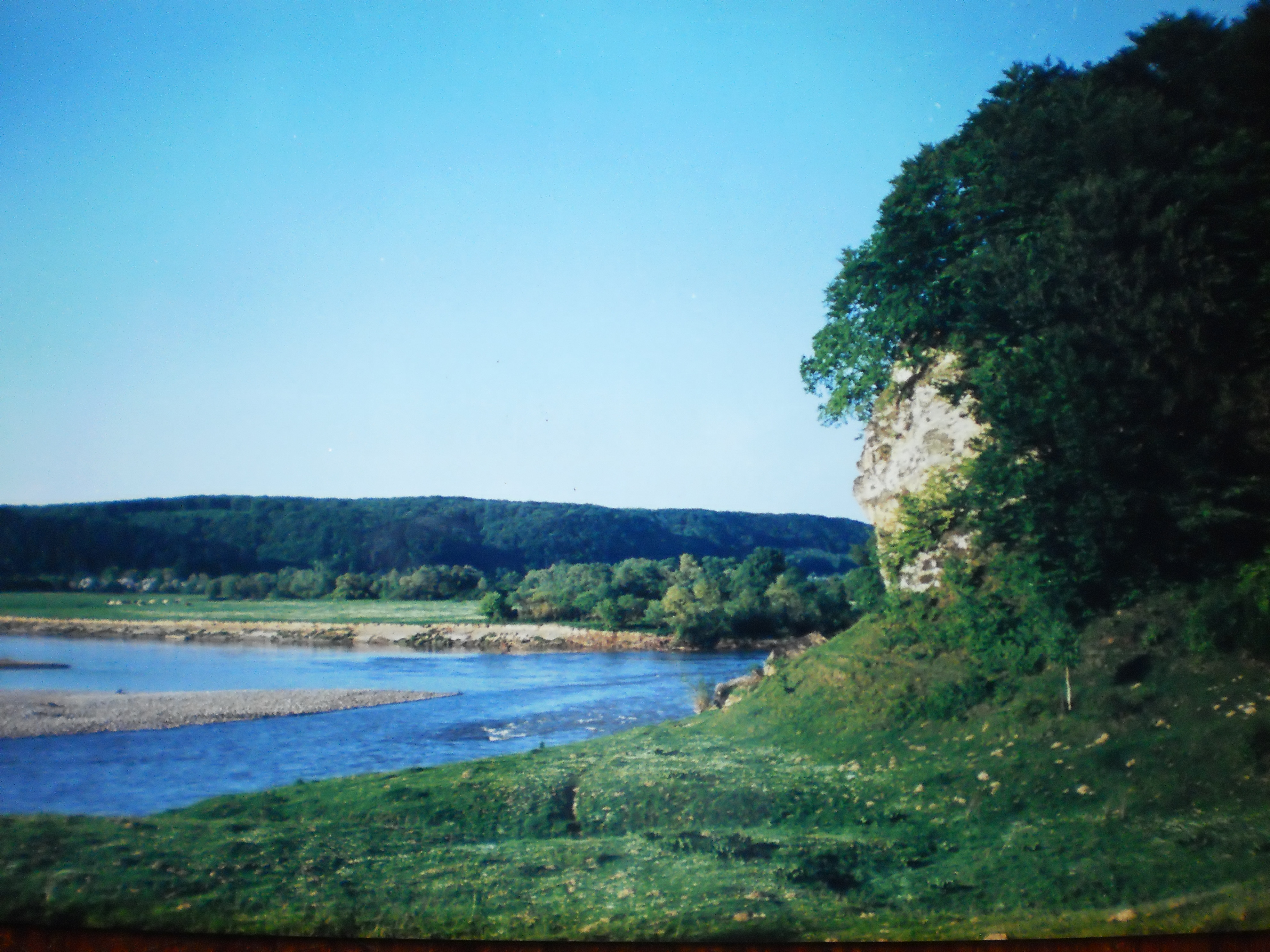
Фото № 16. р. Дністер. Царинка 2001р Фото Хуана Карлоса Кампоса, волонтер Корпусу Миру США. 2001 р.

У жовтні 1939 року зустрічали «братів» з радянської України. Радянські танки ввійшли в Старе Село. Коло Гавриляків зробили браму, прикрасили квітами, синьо-жовтий прапор з одної сторони, з другої червоний. Офіцер на совітському танку, під вітальною брамою, чистою українською мовою сказав: «Браття Галичани, дочекалися волі, ніхто не буде вас обзивати хлопом ні бидлом, тепер ви господарі на своїй землі, ваші діти будуть вчитися рідною мовою». Зліз із танка, підійшов до людей і сказав: «Вот ето надо снять» показуючи в сторону синьо-жовтого прапора. Так перші совіти почали будувати українську державу.
Почалися арешти членів ОУН, членів молодіжних організацій «Юнацтво» та їхнім співчуваючим. В тюрмі закатували: Салія Остапа, Салія Семена Федоровича, Салія Василя Федоровича, Романіва Григорія Дмитровича, Марковича Івана Григоровича, Попадина Івана Йосиповича. Через жорсткі репресії, люди ховали і спалювали книжки, особливо Історію України.
Насильно зав'язали із бідняків колгосп, головою якого став Салій Степан (1898 р.н.). В той же час НКВД склало списки куркулів та їх родин на виселення до Сибіру. Першого виселили з села Лаврися Антон Антоновича і його сім'ю в Комі АРСР (1940—1946 рр.). Між с. Которино і Старим Селом було невеличке польське село «Зузанівка» (мазури), їх москалі також вивезли в Сибір у 1940 році. Костел спалили, цвинтар знесли колгоспні урядники в 1965 році.
В 1941 році, в перші дні війни з німецькими фашистами, в м. Ходорів на станції сформували до відправки телячі вагони з хлопцями з різних сіл для роботи в Росію. Коли німці почали бомбити станцію, багато хлопців порозбігалося, але не всі. Серед них були: Белейчук Степан Гарасимович (1918 р.н.), який повернувся з Росії без ноги, Романів Олекса (1910 р.н.), Лаврись Юрій (1909 р.н.).

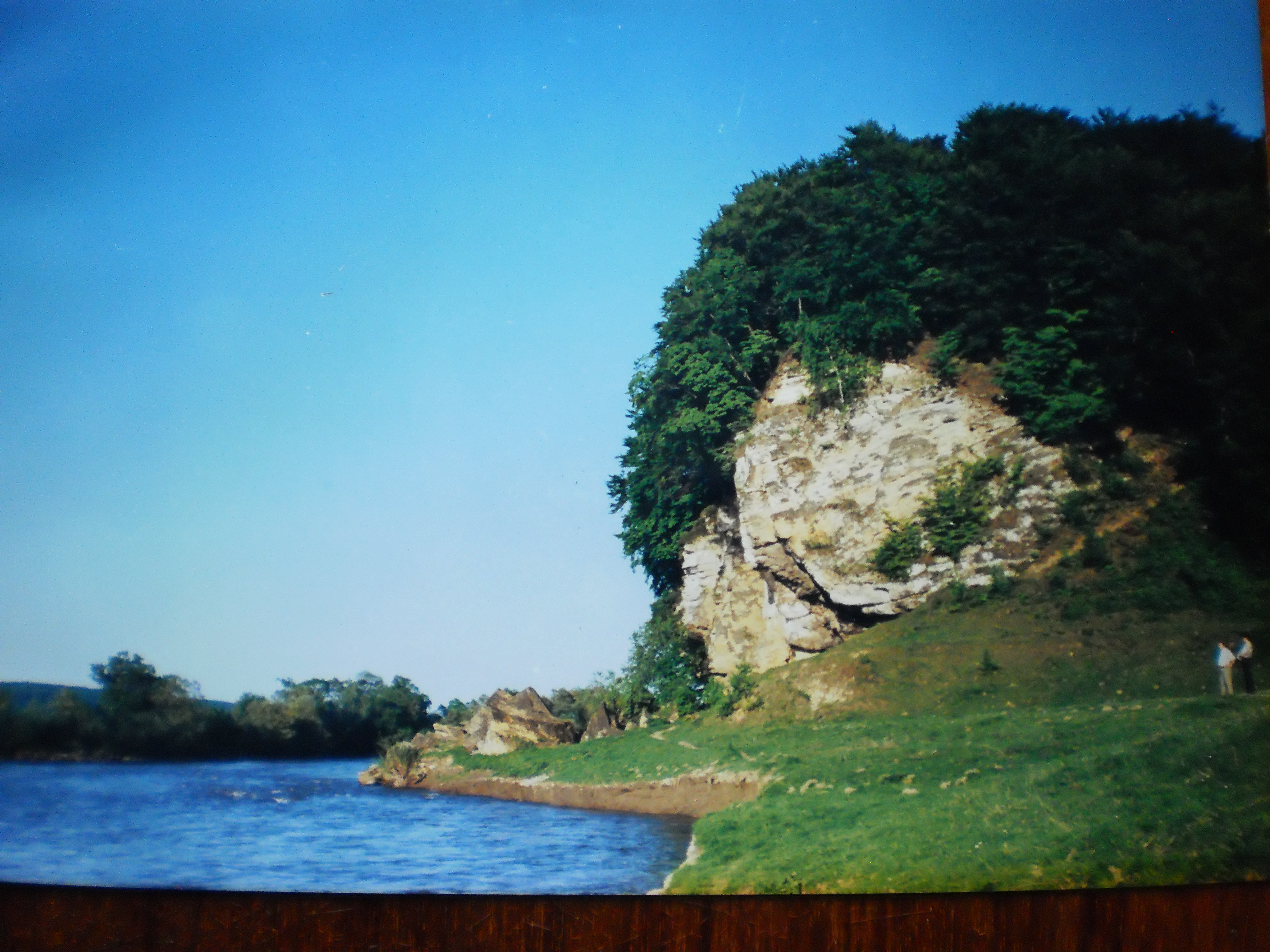
Фото № 17. р. Дністер. Царинка 2001 р.Фото Хуана Карлоса Кампоса, волонтер Корпусу Миру США. 2001 р.

В липні 1941 року, німецькі війська ввійшли в Старе Село. Почалася німецька окупація. Сільським головою обрали Марківа Василя. Німці гнали молодь із села на примусові роботи до Німеччини. З села забрали більше 15 хлопців і дівчат в «остарбайтери»: Маркович Михайло, Сокирка Василь, Романів Марися, Судук О., Романів Оніфер, Телька Зоська, Белейчук Марина, Ониськів Михайло, Антонів Василь, Колос Андрусь, Іваськів Анна, Павловский Іван, Романів Марина та інші. В селі збирали «контингент»: зерно та інші продукти для фронту. В серпні 1941 р., були сильні дощі і врожаю не було, що в 1942 р. привело до голоду, Тому багато селян їхали з села на Поділля за хлібом.
Коли наближався фронт в 1944 р. до села, люди втікали в ліс за Камінь. Москалі бомбили міст на Лупаній Ямі, в результаті чого одна бомба впала на хату Порціни. Син Петро, якому тоді було 15 років, і був в хаті — загинув, а мати той час була в стайні, доїла корову, залишилася живою.

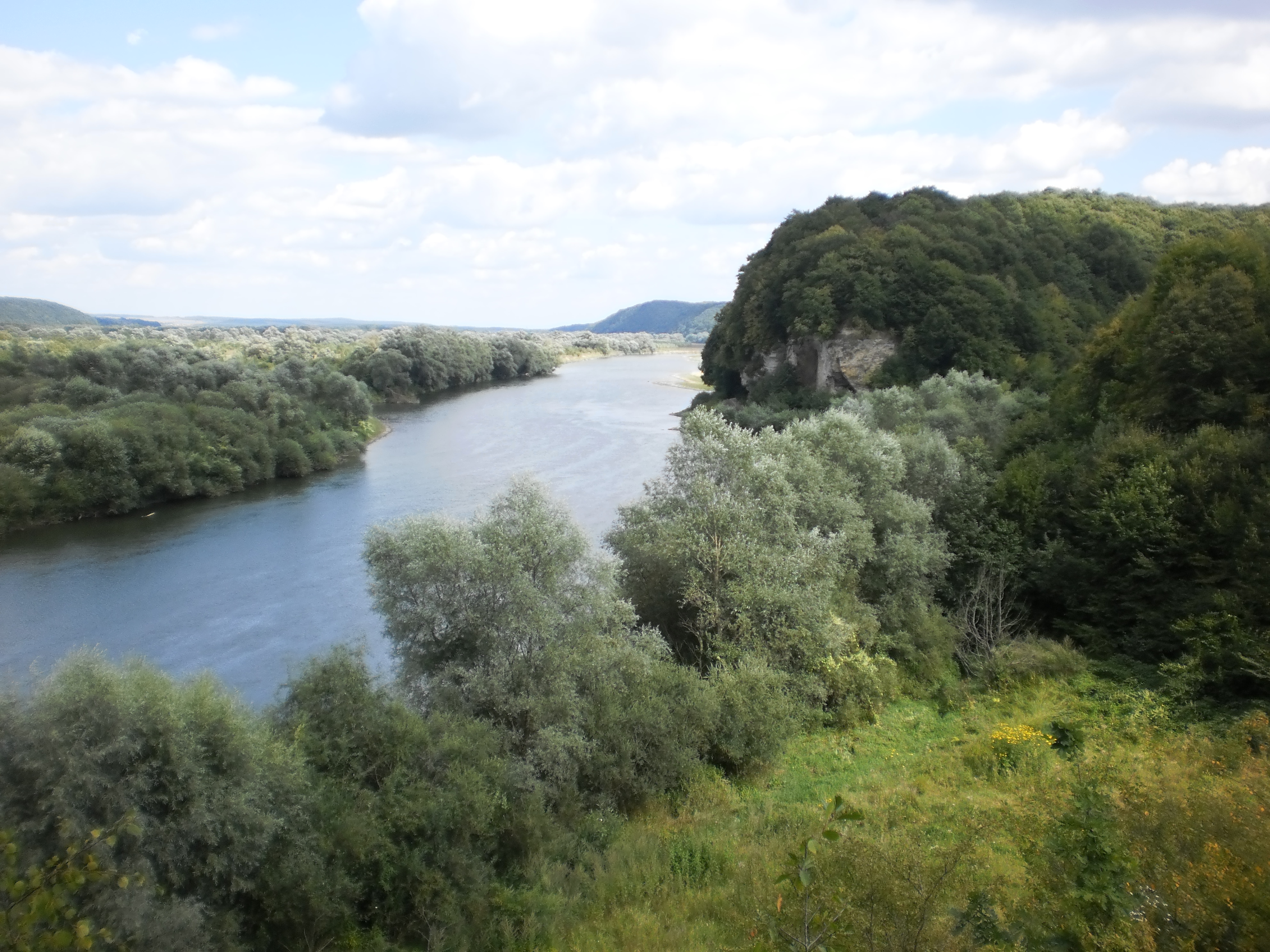
Фото № 18. р. Дністер. Царинка. 2017 р.

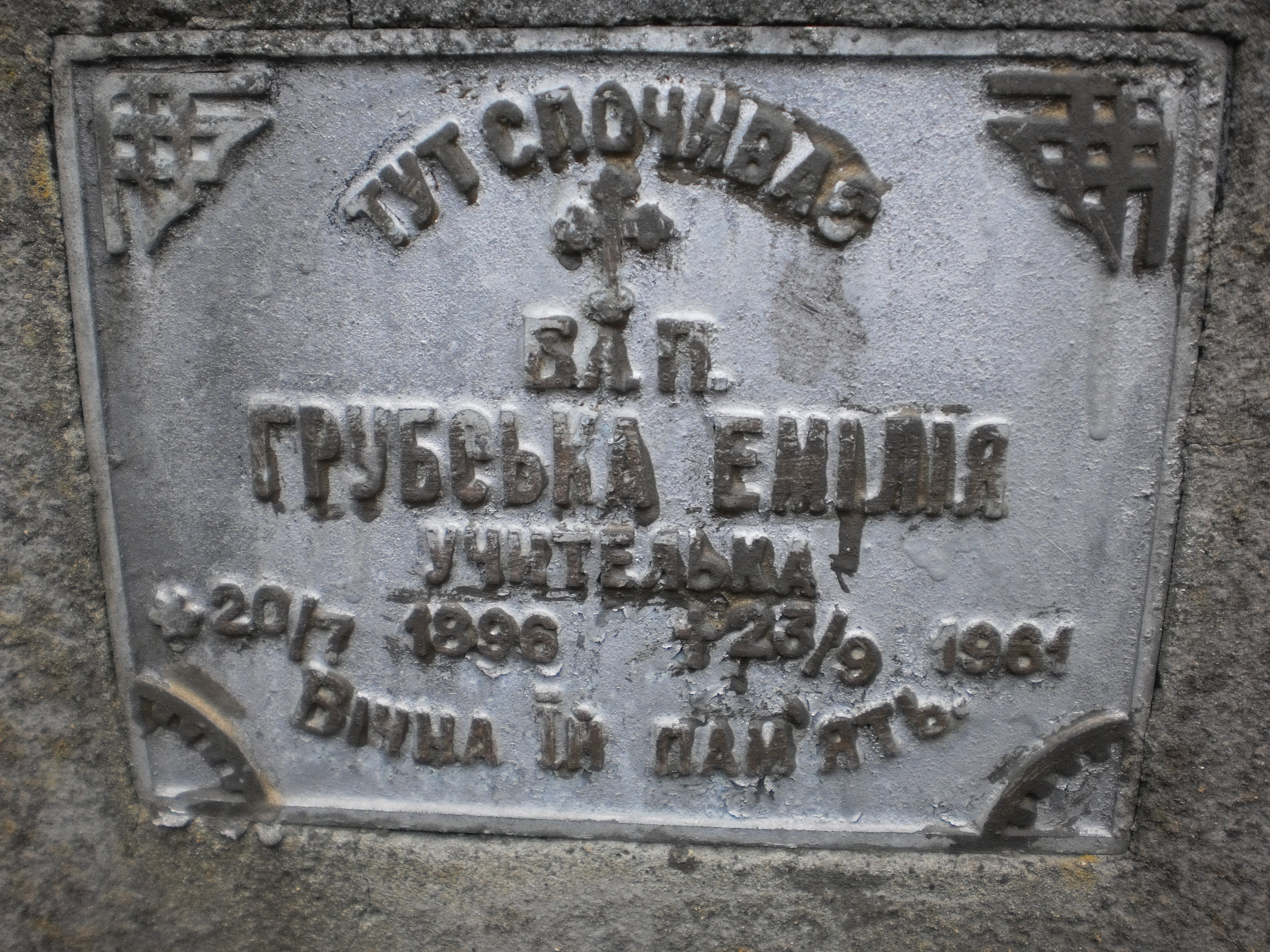
Фото № 19. Напис на могилі Грубська Є. П. м. Стрий (1896—1961).

У вересні 1944 року, більшовицькі окупанти оголосили мобілізацію на фронт до совітської армії. «Пішли на войну» (забрали) із села більше 100 чоловік до 1926 року народження. Заставили насильно прийняти присягу москалям, без підготовки кинули під кулі і лили кров «не за Україну свою, а за її ката». Більшість з них загинули в перших боях у Карпатах.
Коли радянські війська зустрілись з американським військами, то частина старосільських солдат з радянської армії, втекли на територію, яку контролювали американські військові. А саме: Судук Василь (1909 р.н.) –опинився в Аргентині, Судук Степан (1922 р.н.), Іваськів Петро (1920 р.н.), Чорньовий Іван (1922 р.н.), Іваськів Йосафат (1927 р.н.) — в Канаді, Романів Григорій (1918 р.н.) — в Франції, Гузій Григорій (1916 р.н.) — в Австралії. Найсвідоміші тікали з фронту та йшли в УПА.
На фронті загинули: Салій Григорій (1906 р.н.), Гринджола Степан(1914 р.н.), Гринджола Яким (1909 р.н.), Попадин Іван (1926 р.н.), Чмелик Семен (1906 р.н.), Маркович Семен (1909 р.н.), Кривцун Петро (1918 р.н.), Романів Іван, Лесів Іван Максимович (1917 р.н.), Салій Семен (1912 р.н.), Романів Дмитро (1914 р.н) та інші.
В село прийшла нова радянська влада. Розкопали могилу Січовим Стрільцям, що була висипана у 1941 року. Остарбайтерів, що поверталися з Німеччини, гнали на Донбас на роботу в шахту, серед них був і Маркович Михайло (1923 р.н).
Післявоєнне становище в Старому Селі було жахливе. Жебрацтво, сирітство, голод, навколо «хлопці» з лісу, стрілянина, облави енкаведистів, арешти. УПА надіялася на війну совітів з Америкою і часто було чути «Америка нам допоможе». Допомагав ліками хлопцям з лісу і лікував від «усього» лікар Гілецький з Журавна, родом з хутора Дунаївці.
НКВД робило облави в селі: щупали дротами сіно, солому в стодолі, в хаті перевертали скрині, шукали «бандьорів». Вони без суду розстріляли в селі на очах у дружини та дітей Книша Федора (1908 р.н.), Романіва Петра Івановича (1908 р.н.), Ломиш Йосифа (1917 р.н.), Салія Петра Ф. (1900 р.н.), Хитровского Василя Григоровича (1924 р.н.), Благого Ст.(1925 р.н.), Брича Павла (1917 р.н. з с. Буянів), Іваськіва Михайла.
За сприяння і участь в ОУН та УПА арештовано і засуджено із села більше 27 чоловік. Серед них, Гавриляк Степанія (1929 р.н.), відбувала покарання в ГУЛАГу, де вона та інші жінки і дівчата виступили на захист своїх прав під час повстання. Проти них пустили танки, а юні українки, тримаючись за руки, співали. Ні один танк не зупинився і почали місити своїми гусеницями людські тіла (з слів Стасюк С. 1931 р.н.).
В Старому Селі теж були патріоти, зв'язкові партизанських з'єднань. Зв'зкова УПА Новосельска (Белейчук) Матрона (1912 р.н.), коли її схопили то дуже катували. Вона розказувала «Мене так били, що я була вся чорна». Вирок НКВД — розстріл. Слідчий дав наказ солдату відвести і розстріляти. Коли солдат вів її босу на розстріл, а це було осінню і в приморозок, він сказав їй: «Ти бєгі, а я буду стрєлять». Так вона під свистом куль і втекла. Через зв'язки в Станіславі (тепер м. Івано-Франківськ) їй зробили документ на основі справки жительки Старого Села Гринджоли Марії, що вона здала м'ясо державі. З цим документом вона прожила все своє життя під чужим іменем в с. Угринів під Івано- Франківськом, де і похована.
Ломиш Ганна (псевдо «Калина», 1925 р.н.), родом з Монастирця, була членом ОУН «Юнаки». Вона втекла від чекістів з Сибіру і переховувалася в Старому Селі. На підроблених документах, жила, вчилася і працювала вчителькою в м. Коломия с. Печеніжин до пенсії, похоронена у Івано-Франківську.
Боєць УПА, Лесів Микола (1926 р.н.), підірвав себе гранатою в житі на Гринишинім в Зелену Суботу в 1946 р. Його енкаведисти поволокли конем, прив'язаного за ноги, скривавленого в поросі через все село вулицею до сільради, яка була в хаті Марищука. Потім скинули у канаву, щоб люди на нього дивилися. В честь нього в селі сьогодні щороку в Зелену Суботу співають пісню. В боях з НКВД полягли такі вояки УПА, мешканці зі Старого Села: Гризак Ф., Драгон Данило, Лесів Григорій Мак., Стехнович Василь Григорович, Лесів Микола І.
Під час повстанської боротьби часто проливається братня кров, що приводило до непорозумінь і смерті. «Хлопці з лісу» та їх «СБ», теж не мали часу на слідство, а суд в них був коротким. Жертвами стали: Гребіник Марина — зв'язкова УПА, Салій Степан — перший голова колгоспу в Старому Селі в 1940 р., Семчишин Гнат, Фока Михайло, Павелко Степан, Мазур Микола.
В жовтні 1947 року, в Старому Селі почалася депортація в Сибір. Із села вивезли такі родини: Маркович Марію з дітьми, Костельну Олену з дітьми, Гавриляк Наталію з дітьми, Іваськів Хому з сім'єю. Іваськіва Василя (голову сільради того часу) вивезли із сім'єю, через те, що не хотів підписати список на виселення односельчан до Сибіру. Романіва Василь (Шушко), як голова колгоспу, також виселили із сім'єю, за допомогу партизанам.

### СЕЛО В 1940—1960 РОКАХ
В 1948 році почали чергове примусове створення колгоспу в Старому Селі. Привезли голову колгоспу з району в «мішку», який на сільських зборах сказав: «Кто будєт протів колхоза, того унічтожім». Забрали до колгоспу всю землю з посівами, коней, худобу і весь інвентар. Колгоспну бригаду зробили на подвір'ї Костельного.
Колгоспу люди дуже боялись, бо з досвіду знали, що це приведе до бідноти, а працювати прийдеться за трудодні («палички»). Часто людей примушували свої зароблені гроші викуповувати державні облігації чергової позики. Насильно збирали збіжжя, м'ясо, картоплю, яйця, молоко, вовну для потреб держави. У кого були власні коні, то тих відправляли на лісозаготівлю лісу в арпати.
Під час різноманітних виборів до державних структур, військові з автоматами насильно гонили людей «галасавать», криками та стуканням по вікнах прискорювали електоральний збір в селі.
Коли наступили жнива, людям зі свого поля, що засіяли весною, не дали зібрати урожай. Снопи з всіх полів звозили в Мочило до загальної скирти. Тут молотили ціпами та чистили на млинках зерно, а потім здавали державі. Голова колгоспу на той час став Салій Михайло. Щоб якось вижити, мешканці Старого Села на колгоспному полі жали жито і пшеницю серпами, або косили косами, та таємно обривали колоски і молотили на полі. Змолочене зерно в торбинках або кишенях несли додому і мололи на жорнах. Із отриманого борошна пекли пляцки (коржі).
З колгоспу крали всі. В селі була організована команда озброєних стрибків (створена з місцевої молоді охорона), які пильно охороняли колгоспне майно, а самі крали найбільше. Відбирали у людей, які несли з поля зерно, віддавали до суду, який суворо карав. Вони часто ходили озброєні по селі, п'янствували, а разом з підкріпленням із району проводили облави.
Кузня була в Ковалів, кували коней, виготовляли різний господарський інвентар.(Ковалі: Мельник Михайло, Ониськів Михайло, Ємець Яромлав). Зуби рвав Литвин Василь, роди приймала в хаті повитуха баба Шушчиха.
В 1951 році чотири села Монастирець, Старе Село, Которино, Протеси об'єднали в один колгосп «Комсомолець». Головою став Ткаченко П. І. з Дніпропетровська, а головою сільської ради був Дяченко, також зі Східної України.
В колгоспі сіяли зернові та технічні культури, садили картоплю, розводили свійських тварин, експериментально садили коксагиз на полі Пісок (з нього робили каучук), чумизу (аналог просо) на полі під Красною, шовкопряди на Гринишинім в Томащука, куди зносили гілки морви (шовковиці) з усього села, що привело до знищення цих дерев.
Коноплі і льон вибирали у вересні. Льон «дергали» на дергачці, стелили, сушили, терли на терлиці, вичісували повісмо. З повісма робили куделі і пряли нитки, а з ниток ткали полотно на ткацьких верстатах, яких в селі було багато. Домоткане полотно було в кожній хаті, з нього шили сорочки, спідниці, пошевки (пірники) та інші вироби, але одягалися бідно.
З насіння льону і з насіння дині били олію, олійня була в хаті Магалів, куди ходили бити олію люди з навколишніх сіл. В 60-х роках колгоспну бригаду з подвір я Костельного перевели за село — за Рудкою.
Пенсії в селі ніхто не мав, окрім інвалідів війни, і то 7 руб. на старі гроші. Клуб зробили в хаті Іваськіва В., якого вивезли в Сибір. З часом новий клуб збудували своїми силами і відкрили 1961 році.
В клубі робили колгоспні збори, крутили кіно, в неділю танці. Інколи кіно крутили на дворі безплатно. Також в клубі відбувалися різні концерти, відзначали роковини Т. Г. Шевченка. Завклубом був Попадин П. К. — керівник хору та музикант. Старосільский хор в 1956 році посів перше місце по Дрогобицькій області (Дрогобицька обл. проіснувала до 1959 року). В селі також були троїсті музики, які навіть виступали на Львівському телебаченні у 1970 р. (Попадин Петро — скрипка, Іваськів Семен — цимбали, Попадин Михайло — бубень). (Фото № 23).
Склеп (крамниця) в селі був у невеликій будці (4х5м) навпроти школи, з не великим вибором товару (Фото № 24). З часом сільську крамницю (магазин) зробили в хаті Марищука. Люди ходили на базар в середу до Журавна, в понеділок їхали фірами (возами) до Калуша, в четвер до Ходорова і Стрия. Часто ходили купляти хліб до Журавна, займаючи звечора чергу, і вранці отримували по дві хлібини на руки. Переважно за хлібом ходили діти, які повертаючись додому, вспівали з голоду з'їсти один хліб. Молоти зерно возили на Тартак, там був і гатер (пилорама). Мельником на той час був Романів Йосип та мельники з інших сіл.
До Журавна ходили пішки або їхали фірами (возами), а зимою саньми. З Журавна в 1958 р. їздило вантажне таксі Газ-51, який був накритий брезентом, до Миколаєва, а звідти автобусом можна було добратись до Львова. З Жидачева їздив поїзд до Стрия, Ходорова і Львова. Часто з Старого Села плили чайкою через Дністер, потім пішки через Бакоцину до Ходорова. До 1961р через Дністер також перевозили людей поромом.
В 50-60-х роках в селі почалося будівництво власних дерев'яних будинків, вирізаючи дуби в Костиковім лісі, під Голим, Заніві, Обочі та Міськім лісі. Ліс різали вручну, фундамент робили з каменю. Грубу ялину різали на дошки на Тартаку, а меншу за розмірами тесали сокирами. Накривали дахівкою, яку виготовляли на Бакоцині. Підлогу в хаті ставили дерев'яну, печі робили з каменю, жовтої глини і цегли. Хату опалювали дровами, які було дорого і тяжко дістати. Багато батьків разом з дітьми носили дрова з лісу на плечах, а зимою це було холодно і досить далеко. Ліс виписували в колгоспі не багато, але мешканці часто йшли на хитрість. На виписаний одного разу документ возили дерево до тих пір, поки не добудовували хату, звичайно при цьому «віддячуючи» лісникові.
Світили в хаті ліхтарями на нафті. Дротове радіо провели по слупах (стовпах) до Старого Села в 1956 році. Електрику провели аж в 1962 році.
В селі були шевці, кравці, боднарі, стельмахи, ковалі, бляхарі, столярі, теслярі, шофера, трактористи, художник та музиканти. В той час з села вийшли вчителі Салій Василь Григорович (1930 р.н.), Сокирко(Салій) Ганна Степанівна (1929 р.н.), Романів(Салій) Марія Степанівна (1932 р.н.), Попадин(Гавриляк) Ганна Григорівна (1931 р.н.), Кручок(Хитровська) Марія Василівна (1930 р.н.).
Вихідцями з Старого Села були Лікар-терапевт Романів Василь Кіндратович (1928 р.н.), бухгалтер Стехнович Михайло (1928 р.н.), юрист Сокирка Федір (1930 р.н.), доктор технічних наук і професор Попович Василь Васильович (1932 р.н.), інженер радіоелектроніки Книш Ярослав Теодорович (1937 р.н.), Лаврись Василь Юркович (1930 р.н., який був одним із членів підпільної молодіжної організації «Юні Месники»). Ветеринарами колгоспу були Панчишин Володимир, Кулик Іван та Телька Михайло. Зав.медпунктом в селі був Биковець Микола. Поштарями Кучера Іван та Белейчук Максим.
На початку 60-х роках молоді люди села почали масово виїжджати до міста на роботу або вчитися, але для цього треба було брати дозвіл в колгоспі, так як паспорта в селі ніхто не мав аж до 1975 року.
Мешканці Старого Села працювали в Жидачеві на паперовій фабриці, а також в Львові, Стрию, Калуші, Долині і Журавно. Слід нагадати, що до 1975 року на роботі зтягували (вираховували) бездітний податок. Навчання здобували, як у вищих учбових закладах Львова, Стрия та Дрогобича, так у в різноманітних професійних училищах в різних містах України.

### СВЯТКУВАННЯ В СТАРОМУ СЕЛІ
Святний Вечір. В селі на Святий Вечір, як це робили в давнину, заносили до хати в кут діда (дідух) і сіно щоб розстелити його під столом та на стіл під обрус. Як тільки на небі зійде перша зірка (Зірниця), запалюють свічку, молилися і сідали за стіл. Святий Вечір — є родинним святом, і всі члени сім'ї, хто б де не був, повинні бути вдома. На стіл ставили один на одного два хліба, Кутю і 12 страв. Колядували, ходив вертеп, дзвонячи у дзвіночки. Після вечері діти лізли під стіл в сіно, часто там і засинали. В цей час церковне братство і діти ходили по селі колядувати (Фото № 25).

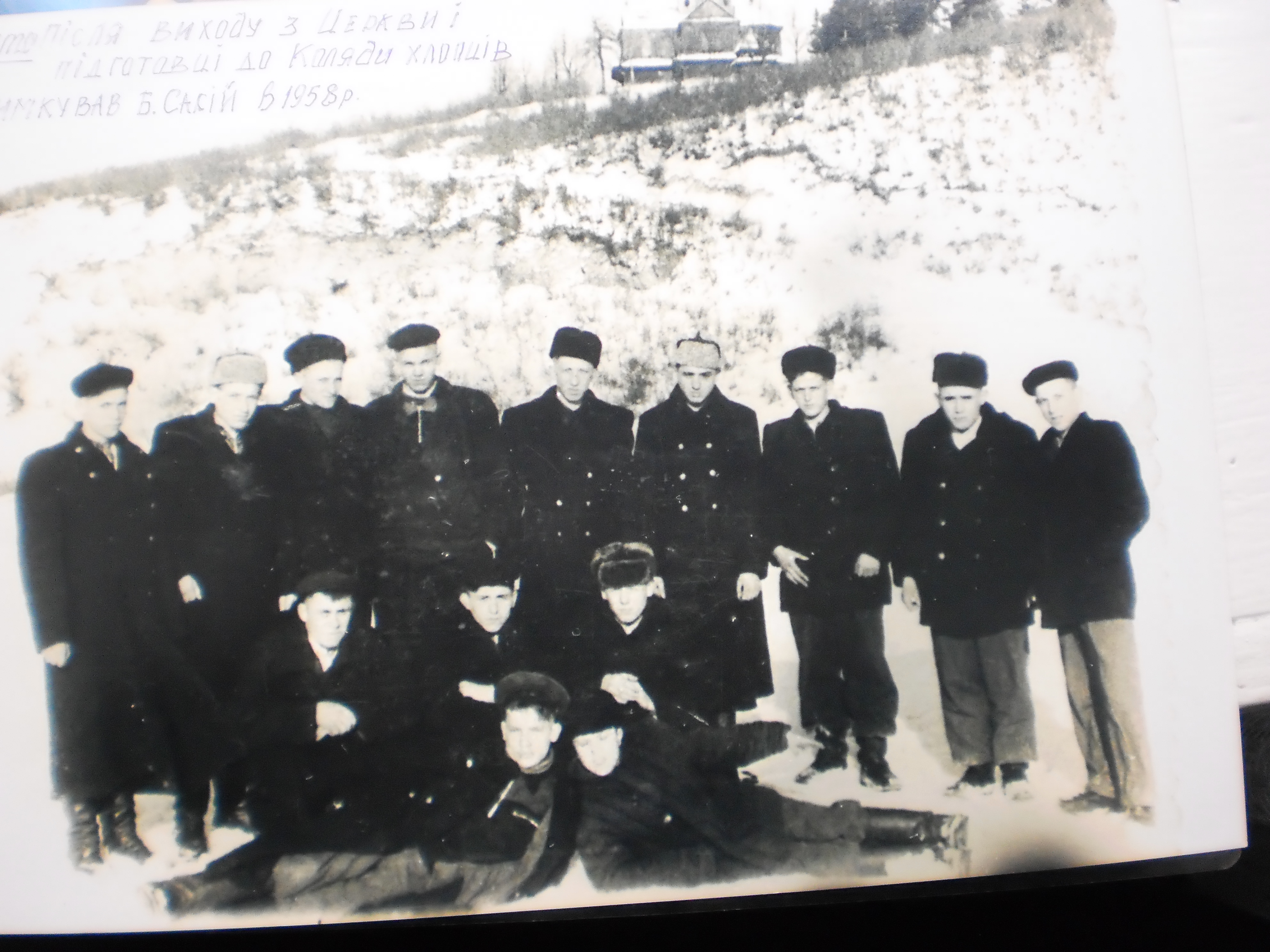
Фото № 25.Старе Село. Церква на Горі. Хлопці-колядники 1958 рік.Фото Салій Богдан. 1958 р.

Фото № 25. Старе Село. Церква на Горі. Хлопці-колядники 1958 рік. (Фото Салій Богдан).
Зверху зліва направо, стоять: Гризак Василь (1941 р.н.), Чмелик Василь (1941 р.н.), Попадин Семен (1941 р.н.), Семчишин Семен (1939 р.н.), Стехнович Степан (1940 р.н.), Дюг Василь (1940 р.н.), Костельний Іван (1940 р.н.), Брич Василь (1940 р.н.), Шараневич Семен (1940 р.н.).
Присіли, зліва направо: Телька Михайло (1937 р.н.), Лесів Микола (1940 р.н.), Романів Григорій (1940 р.н.).
Лежать, зліва направо: Векляк Володимр (1940 р.н.), Бабій Михайло (1941 р.н.)
В час радянської влади, вчителі не дозволяли учням колядувати, розганяли тих що ходили із Звіздою (вертепною зіркою). Офіційно вони ніби не признавали християнських свят, але на Різдво таємно варили кутю, а на Великдень пекли паску.
Новий Рік. На Новий Рік хлопці ходили по селі василувати (коляда на Василя), вітаючи з Новим Роком.
Другий Святий Вечір. На другий Святий Вечір святили воду, вечеряли такими самими стравами, як і на Перший, щедрували.
Йордан. На Йордан, святили воду на потоці, потім цією освяченою водою окроплювали хату і подвір'я. З часом перенесли освячення води в церкву, оскільки влада заборонили робити це на потоці.
Паска. Паску в Старому Селі завжди освячували о 6 годині ранку. Коли старосільську церкву закрили, то освячення пасок перенесли в с. Монастирець до 1989 року.
В суботу, напередодні Паски, за старим звичаєм, діти і старші хлопці йшли пантрувати (стерегти) церкву на Горі цілу ніч. Для цього розкладали велике вогнище недалеко від церкви та стріляли. Протягом 3-х днів Великодніх свят на Горі дзвонив церковний дзвін. Діти, молодь і старші люди «грали Гаївки» (співали) навколо церкви. Найбільш популярними такі гаївки: «Вже весна воскресла», «Ой у лузі калинонька», «Сумна звістка по Вкраїні» (про Єв. Коновальця) і багато інш. Серед них були і старовинні гаївки ще з княжих часів «Жельман», «Воротари, воротари».(Гаївки Старе Село  Кінохроніка 1979р)
Зелені свята (Трійцю). В Зелені свята (Трійцю) замайовували (прикрашали) липою подвір'я, город та будинок. На стрілецьких могилах відбувалися урочисті панахиди та освячували поле.
На Івана (7 липня). На Івана — маїли (прикрашали) оселю, навколо вікон і дверей, прибивали букети з синьо-жовтих квітів: Іванові головки, папороть і інш. В Журавно проводилися фестини (церковні та громадські святкування).
На Петра (12 липня). До 1939 року в Старому Селі На Петра також робили фестини в Царинці, рівна і велика площа на березі річки Дністер.
Успення Богородиці, є храмовим святом Старого Села, яке припадає на 28 серпня кожного року. Цього дня всі місцеві жителі приймали гостей із навколишніх сіл. Це був ще один день в році, коли могла зібратись вся родина.
На Андрія — дівчата ворожили, хлопці робили збитки.
На Миколая — дітям клали подарунки під подушку та готовилися до Різдва і Нового Року.
Спогади і перекази записані від старших людей: Белейчук Йосип -1898 р.н.
Костельний Йосип Васильович — 1925 р.н.
Маркович Настя -1885 р.н.
Попадин Петро Кіндратович -1907 р.н.
Попадин Михайло Кіндратович -1909 р.н.
Салій (Маркович)Ганна Григорівна -1904 р.н.
Салій Михайло Федорович -1903 р.н.
Салій Юрій -1914 р.н.
Телька Михайло Якимович — 1937 р.н.
Чмелик Іван Семенович — 1933 р.н.
Власні спостереження та записи Семена Попадина (Маркович)
2018р